# かさいあみ
 かさい あみ（かさい あみ、1987年〈昭和62年〉5月17日 - ）は、日本の脚本家。フリーAV女優連盟共同発起人。SWAG JAPAN代表。元AV女優である。同人漫画作家としても活動し、同人サークル「中田原澤学院」を主宰している。
その他、ラジオ番組プロデューサー、映像監督、キャスティングプロデューサーとしても活動。

## 略歴
初体験は、10歳（小4）の頃近所のお兄さんにされたのが最初。その後最後まで入れたのは16歳だと2014年2月14日に発売された「コスプレ一本勝負第四十五試合!『Gカップ通話拒否中出し!「電話よりおち○ちん挿れてほしい…」』」の冒頭で語っている。
福岡のキャバクラから東京に上京。地方のアットホームな世界から殺伐な東京のキャバクラ業界に心を削られ、秋葉原のメイド喫茶でも勤務する。秋葉原で地下アイドルにスカウトされ、着エロにも誘われるが拒絶。元AV女優の紅音ほたると仕事を通じて知り合い、思い描いていたイメージと違ったことでAV女優の職業に興味を持つ。
2009年02月16日から、ゼロサムプロダクションより杏あづさという名前でAV女優活動を開始。当時はディアステージに勤務しタレント活動をしており、AVは腰掛程度に考えていた。その後週刊誌でのヌードグラビアがタレント事務所に知られ退職したことでAV活動に重きを置く。その後DINOへ移籍。2011年1月20日に自身のTwitterで来栖千夏への改名を発表するも、翌2012年11月10日でこの名前での活動を終了。
セレクションへ移籍。2013年1月1日に再び自身のtwitterで、河西あみに改名したことを発表した。かさいは後年のインタビューでAV女優という職業を意識し、楽しくなったのは「河西あみ」以降だと答えている。
2014年7月1日放送のトイズハートプレゼンツBUBKA「きのう誰食べた?」で、実年齢が27歳であることを告白。熟女AVへの出演を訴えた。
2015年12月29日のコミックマーケット89にサークル名「中田原澤学院」で出展。同人誌「もっとください田所さん」頒布。
2016年2月8日、所属していたセレクションを退所。以降、フリーランスとして活動する。それに伴い、同年3月7日から芸名をかさいあみに改名したことを発表。退所理由はわいせつ電磁的記録頒布幇助で逮捕されたこと、危機を察知し事務所に女優が誰もいなくなったこと。この時マネージャーも一緒にやめてついてきたが、全く何もせず折半になっていることに理不尽さを感じたことで、のちにマネージャーとも別れ完全なフリーランスとなる。
2017年3月、台湾サイトで日本のAV女優でTwitterに画像をアップロードすることが多い女優として取り上げられた。
2017年4月、台湾サイトで趣味のオタク活動がメディアに取り上げられた。2017年8月4日 - 6日、2017第六屆台灣成人博覽會に出演。
2018年、出演強要問題によって改められた業界の新規定で、フリーランスのままでは絡みの撮影ができないことからフリーAV女優連盟を立ち上げる。
2019年3月8日、ミルキーポップジェネレーションが主催する「MilGene Premium Live 7」に初出演「檄!帝国華撃団」「I♥U」「煌めく瞬間に捕われて」「LOVE YOU ONLY」を歌う。
2019年5月11日、自身のTwitterで2019年12月31日にAV女優を引退することを発表。
2019年6月、かさいあみのLINEクリエイターズスタンプ発表、製作者は澁谷果歩。
2019年7月5日、池袋シネマ・ロサでロードショーを行うBL映画『最短距離は回りくどくて、』監修を行う。同年7月30日、産休壮行会を東京・大塚で開催。
2019年12月28日、当日はTwitterで実況しながら、帝王切開にて長男を出産
。
2023年9月29日、約4年ぶりに開催された「第12回アニクラTMA AV女優と逢えるアニソン＆J-POPイベント4年ぶりの返り咲き『復活響宴』」（新宿ロフト）に出演。イベントMCを務めた。
2024年6月には映像実演者協議会の理事に就任。

## 人物
- 趣味：アニメ鑑賞・コスプレ・自転車（仕事仲間内で「業界人自転車部　Team BUKKAKE」を結成するほど）[32][33]。
- 自転車好きが嵩じて、AV女優で初めてJ Sportsのサイクルロードレースの番組に出演。

- うたの☆プリンスさまっ♪の一十木音也を溺愛している。
- 同じAV女優の佐倉絆、澁谷果歩、阿部乃みくと仲が良い。
- 前述したようにAV女優としては珍しくフリーランスで活動。幾多の事務所を渡り歩いた結果、事務所の意向と自分のやりたいことの方向性が合わないこと、事務所消滅の体験、自ら事務所を立ち上げてもうまくいかず不運だったこと、意外とフリーランスの女優が多かったことを理由に「フリーAV女優連盟」の発起人となった。共同発起人は三代目葵マリー。メーカーとの交渉など、業界内ルールを個人で把握しなければならず、振るいをかける意味も込めてプロダクション在籍3年以上ないと入れない規定を設けている[34]。
- 引退後もAV業界と関わり、AV女優を守る活動を続けているのは、紅音ほたるに憧れ、「彼女の遺志を継ぐつもりだから」だと述べている[35]。
- ガチャピンという犬を飼っている。もともと保護犬だったのをかさいが引き取った。
- 10年来の親友は、人気AV男優でエロメンの向理来。出会いのきっかけは、当時向が勤務していたBLバーにお客さんとして来店していた時に出会った。後に、キャバクラ（メイド喫茶）の、キッチンで働かない？と誘った。
- 新日本プロレスの高橋裕二郎と長年の親交があり、2013年〜2016年まで裕二郎ガールとして新日本プロレスのリングに登る

## 出演

### TV

#### ドラマ
- 山おんな壁おんな （2007年、フジテレビ） - キャバ嬢 役
- 特命係長 只野仁 4thシーズン （2009年、テレビ朝日）

#### テレビ出演
- 笑っていいとも! （2011年8月12日、フジテレビ系） - 「夏休み曜日横断企画・イケメン店員No.1決定戦イケテンパラダイス」に紹介者（当時名義くるりん）として向理来（当時名義かなた）と出演。

#### バラエティ
- 阿部乃ちゃんねる（2015年7月5日、8月2日、エンタ!959）
- ぴゅあらばPresents 虹色パラダイス（2018年10月18日 - 、レインボーチャンネル） - 審判役。前週の第1回からナレーターとして参加。
- 澁谷果歩のたわわチャレンジ（2019年1月17日、エンタ!959）

#### 報道番組
- FNNスピーク   (2015年8月10日、フジテレビ系)

### イベント
- かさいあみマジ最高FOOOO!!!!!!（2017年9月2日、東京・新宿ネイキッドロフト）[36]
- コスプレ一本勝負presents／天才decの元気が出るyoutube～公開収録vol.01～人前で収録するのは勇気が必要～（2017年10月22日、東京・新宿ネイキッドロフト）[37] - 体重48．5キロであることが明らかにされた。
- 第12回アニクラTMA AV女優と逢えるアニソン & J-POPイベント 4年ぶりの返り咲き『復活響宴』（2023年9月29日、東京・新宿ロフト）[38]

### Web配信
- みんなのおもちゃ_ライト（2014年9月13日、ニコニコ生放送）共演:大島薫、小西まりえ、阿部乃みく、篠宮ゆり、カジ
- トイズハートプレゼンツBUBKA「きのう誰食べた」（2014年07月01日ゲスト出演、ニコニコ生放送）[39]
- トイズハートプレゼンツ「河西あみのやおい穴」（2015年10月27日 - 、ニコニコ生放送 オトコのカラダチャンネル）※パーソナリティ[40][41][42][43][44][45][46][47][48][49][50][51][52][53][54][55][56][57][58]。

### インタビュー
- セクシー“おたく”女優かさいあみ…憧れのAV女優という仕事へ背中を押してくれた、あの師匠さまから“潮吹きの特訓”を受けてブレイク！〜アダルト業界人物列伝〜中山美里の『おもエロい人』(2016年07月17日、デラべっぴんR)
- 【かさいあみ引退インタビュー！】10年の女優歴と引退の理由を告白！「最初はアイドルやりながら片手間でAVをやろうかなって……」「鏡で自分のマ○コを見て、�『これ、出してもいいのかな』って」前編(2019年5月19日、デラべっぴんＲ)[59]
- 【かさいあみ引退インタビュー！】「AVだけじゃなくプラスアルファ何か、面白要素をつけてる方が、私はいいのかもしれないって」「『河西あみ』になってから叶えたい夢がふたつあったんです」中編(2019年5月20日、デラべっぴんＲ)[60]
- 【かさいあみ引退インタビュー！】「『AV女優だから、何々できない』ってところを、壊していきたいんですよね」「何年か前までは『牧場主』と言われてたんですよ。かさいファームっていう、ヤって、放牧するコミュニティを作ってて」後編(2019年5月21日、デラべっぴんＲ)[61]

## 監修および制作作品

### 映画
- 最短距離は回りくどくて、（2019年7月5日、OP PICTURES）[62] - 監修[63][64]
- 最短距離は回りくどくて、 -雨とソーダ水-（2020年10月23日、OP PICTURES） - 監修[65]
- 最短距離は回りくどくて、 -落花流水-（2020年11月6日、OP PICTURES） - 監修[65]
- ヘヴンズ×キャンディ（2024年7月13日、OP PICTURES+） - ストーリー原案・監修[66]
- 美味しい運命（2025年9月5日、OP PICTURES） - ストーリー原案・監修[67]

### 監督
- ためらいの白濁日記（2019年8月、オーピー映画）「最短距離は回りくどくて、」のR-18編集版。R-15版監督の山内大輔が監修。

### 脚本
- 天体的ファーストラブ（2022年配信予定、U-NEXT）監督：村山琢也

## アダルトビデオ

### 杏あづさ 名義
| 2009年 | 2009年   | 2009年                     | 2009年                                               | 2009年 |
| タイトル                                                                                                  | 発売日   | メーカー                   | 他出演                                               | 備考   |
| --- | -------- | -------------------------- | ---------------------------------------------------- | ------ |
| 素人の素敵なハダカ Vol.10                                                                                 | 4月6日   | カルマ                     |                                                      |        |
| AV女優1日体験バイト 誰にでも出来る簡単なお仕事です。（あずさ）                                            | 5月25日  | ゼロちゃんねる             |                                                      |        |
| 逆ナン、ハメられ撮り女優誕生                                                                              | 6月18日  | ソフト・オン・デマンド     |                                                      |        |
| 彼女居ない歴30年でしかも工場勤務の僕でも、掛け持ちでキャバクラのボーイをしたらなぜかキャバ嬢に告白された! | 6月18日  | ソフト・オン・デマンド     |                                                      |        |
| おんなの旅湯 箱根、湯河原編                                                                               | 6月29日  | マーレーインターナショナル | 千堂ゆりあ、岬まゆか、美藤れん、今野梨乃、一戸のぞみ |        |
| 1日重セクハラができる丸の内美女オフィス                                                                   | 8月19日  | ルーキー                   |                                                      |        |
| 足ピ〜ン 角オナニー5                                                                                      | 9月13日  | AROMA                      | 浅倉彩音、楓まお、岬まゆか、さくら美羽、橘美穂       |        |
| パンチラ姉さんの見せつけ挑発エクササイズ                                                                  | 9月25日  | AROMA                      | 楓まお、岬まゆか、白鳥姫香、浅野柚奈                 |        |
| 祝1周年記念!!全考察集18タイトル総集編240分SP                                                              | 10月8日  | ソフト・オン・デマンド     | 雪見紗弥、松野ゆい、浜崎りお、小坂めぐる             |        |
| イッキュッパ vol.03 悪用しないと後悔する噂のノート4時間                                                   | 11月5日  | NON                        | 一戸のぞみ                                           |        |
| ちん獣ハンターツユ子 黒マラ天狗の巻                                                                       | 11月19日 | グローリークエスト         | 一戸のぞみ                                           |        |
| 義父と義兄と嫁の淫唇                                                                                      | 12月13日 | FAプロ                     |                                                      |        |
| GLORYQUEST2009 年間ベスト109タイトル 性欲マグマ噴火                                                       | 12月17日 | グローリークエスト         |                                                      |        |
| 夫の知らない真実 若妻たちの裏の顔                                                                         | 12月25日 | プラチナ                   | 赤西涼、@you、瀬戸内沙織、真咲南朋、松下ゆうか       |        |

| 2010年                                                                        | 2010年   | 2010年                   | 2010年 | 2010年 |
| タイトル                                                                      | 発売日   | メーカー                 | 他出演 | 備考   |
| ----------------------------------------------------------------------------- | -------- | ------------------------ | --- | ------ |
| 放課後の女子校生4                                                             | 1月22日  | ケイ・エム・プロデュース | 中野愛里、森谷みう、高城ゆい、真中小羽                                                                     |        |
| 何度も何度もイキまくるオナニー                                                | 1月22日  | オフィスケイズ           | 一戸のぞみ、今野梨乃、桜みちる、小野理菜                                                                   |        |
| フェラチオ連続発射                                                            | 1月22日  | オフィスケイズ           | 一戸のぞみ、今野梨乃、あんな、杉浦アリス、小野理菜                                                         |        |
| 嬉し涙が溢れるイラマ 喉を鳴らしてむせび泣く女・10人                           | 2月5日   | NON                      | 篠めぐみ、井川ゆい、姫乃杏樹、伊東菜々etc                                                                  |        |
| フェラチオオナニー                                                            | 2月5日   | オフィスケイズ           | 一戸のぞみ、今野梨乃、あんな                                                                               |        |
| OLバキュームフェラ軍団                                                        | 3月19日  | イエロー                 | 柳田やよい、鈴木杏里、鷹宮りょう、西川かな、浅見友紀、横山みれい、愛音ゆり                                 |        |
| AV女優オールスター☆ ROOKIE乱交水泳大会                                        | 3月19日  | ルーキー                 | 三浦加奈、森永ひよこ、愛音ゆり、辻本りょう、沢木樹里etc                                                    |        |
| 放課後JK8時間                                                                 | 5月14日  | クリスタル映像           | 柊ちさと・赤西涼・中村シノ・西村あきほetc                                                                  |        |
| 手コキでベロちゅ?11 12人の接吻＆手淫絶頂                                      | 5月19日  | イエロー                 | MOKA、大沢かな、鈴木杏里、山下舞、愛あいりetc                                                              |        |
| ネイキッドヒロイン16 コスプレイダー編                                         | 6月25日  | GIGA                     | |        |
| プラチナ公式BESTセレクションVol.24 沸点到達! セックスにむしゃぶりつく女たち編 | 10月13日 | FAプロ・プラチナ         | 菜月綾、浅井舞香、松下ゆうか、上原優                                                                       |        |
| ド変態女たちのえげつない下品なオナニー20連発4時間                             | 12月3日  | OFFICE K'S               | 夏海エリカ、夏芽涼、根元はるか、松浦ユキ、川瀬さやか、葉月紗絢、細川まり、一戸のぞみ、関口恵都子、松田早紀 |        |

| 2011年                    | 2011年  | 2011年   | 2011年 | 2011年 |
| タイトル                  | 発売日  | メーカー | 他出演 | 備考   |
| ------------------------- | ------- | -------- | ------ | ------ |
| レズビアンベロちゅ〜 No,3 | 7月22日 | イエロー |        |        |

### 来栖千夏 名義
| 2011年                  | 2011年  | 2011年       | 2011年 | 2011年 |
| タイトル                | 発売日  | メーカー     | 他出演 | 備考   |
| ----------------------- | ------- | ------------ | ------ | ------ |
| この娘、アナレンタル 09 | 12月1日 | プレステージ |        |        |

| 2012年                                                                             | 2012年   | 2012年         | 2012年                                               | 2012年 |
| タイトル                                                                           | 発売日   | メーカー       | 他出演                                               | 備考   |
| ---------------------------------------------------------------------------------- | -------- | -------------- | ---------------------------------------------------- | ------ |
| 高級ソープへいらっしゃい No.34                                                     | 3月16日  | クリスタル映像 | 鈴木かな、石川しずか                                 |        |
| オヤジな僕でも出来た!!10代の黒ギャル先生に習う30歳以上童貞オヤジ初めての潮吹き入門 | 4月5日   | GARCON         | つばさ、水沢まおみ、岸本百華                         |        |
| お下品×食い込み 危ないダンスΩ                                                      | 4月10日  | ラマニア       | 小宮山せりな、沢井美智、滝川彩華、佐藤みいなetc      |        |
| 高速ピストンオナニーでおもらしする女                                               | 6月19日  | ゑびすさん     | 三上香里奈、姫野みく、立花美玲                       |        |
| 悪の組織改革計画                                                                   | 6月22日  | GIGA           | 菅野しずか                                           |        |
| 極選4時間 高級ソープへいらっしゃい No.5                                            | 7月6日   | クリスタル映像 | 鈴木かな、藤咲葵、石川しずかetc                      |        |
| あなたのストレスに直撃 隣の癒やし痴女                                              | 9月25日  | サイドビー     | 水沢真樹、山口翠                                     |        |
| 巨乳×爆乳ソープ8時間DX                                                             | 10月5日  | クリスタル映像 | ももかさくら、北川瞳、仁科百華、七瀬ゆいetc          |        |
| 不倫/かけおち 濃厚セックス                                                         | 10月25日 | サイドビー     | 杏子ゆう                                             |        |
| 働くオンナ穫り No.20                                                               | 12月1日  | プレステージ   | 松岡ゆう、木崎実花、伊織しずく、片平みさき、星野ゆず |        |

| 2013年                                             | 2013年 | 2013年         | 2013年 | 2013年 |
| タイトル                                           | 発売日 | メーカー       | 他出演 | 備考   |
| -------------------------------------------------- | ------ | -------------- | ------ | ------ |
| あの人気アイドルがお忍びで通う!?赤坂の隠れ家サロン | 5月1日 | 変態紳士倶楽部 |        |        |

### 河西あみ（かさいあみ）名義
| 2013年                                                                                     | 2013年   | 2013年                 | 2013年                                                                                       | 2013年 |
| タイトル                                                                                   | 発売日   | メーカー               | 他出演                                                                                       | 備考   |
| ------------------------------------------------------------------------------------------ | -------- | ---------------------- | -------------------------------------------------------------------------------------------- | ------ |
| 河○智○に、激似?                                                                            | 5月13日  | MOODYZ                 |                                                                                              |        |
| 全国女子校生ギャル対抗 キャットファイト甲子園                                              | 7月6日   | GARCON                 | 蒼乃ミク、琥珀うた、美月優芽、大森美玲、秋菜はるか、HIKARI、杏紅茶々                         |        |
| 残酷黒淫無双劇場 EPISODE‐04 高飛車社長令嬢! 天誅悪目に悶絶脳乱 河西あみ                    | 7月13日  | BLACKBABY              |                                                                                              |        |
| 超ギャル Wブチギレ手コキ!!                                                                 | 8月8日   | GARCON                 | 児島奈央、向井杏、北川いつき、秋菜はるか、美月優芽、蒼乃ミク、中川美香、瀬名あゆむ、琥珀うた |        |
| イラマチオ オムニバス 白濁淫魔肉棒殺し Vol.3                                               | 8月13日  | BLACKBABY              |                                                                                              |        |
| 病室内でセックスしていると、カーテン一枚隣の患者さんのオナニーが聞こえてきたので3Pのお誘い | 8月15日  | SCANDAL                | 宇佐美みひろ、山咲さくら、水原薫子、竹川秋奈、喜多村ゆい                                     |        |
| ギャル逆痴漢制裁バス                                                                       | 9月5日   | GARCON                 | 琥珀うた、美月優芽、HIKARI、杏紅茶々                                                         |        |
| Very BEST MOODYZ 2013 上半期傑作選!                                                        | 10月1日  | MOODYZ                 |                                                                                              |        |
| 淫語挑発パンモロ女子校生 2                                                                 | 10月18日 | 部活動                 |                                                                                              |        |
| 金粉1                                                                                      | 11月29日 | フェティッシュワールド |                                                                                              |        |

| 2014年 | 2014年   | 2014年                    | 2014年                                                                             | 2014年            |
| タイトル | 発売日   | メーカー                  | 他出演                                                                             | 備考              |
| --- | -------- | ------------------------- | ---------------------------------------------------------------------------------- | ----------------- |
| 巨乳姉妹搾乳性奴隷3 河西あみ YANAMO                                                                            | 1月1日   | シネマジック              | YANAMO                                                                             |                   |
| コスプレ一本勝負第四十五試合!『Gカップ通話拒否中出し!「電話よりおち○ちん挿れてほしい…」』                      | 2月13日  | コスプレ一本勝負サークル  |                                                                                    | ネット配信        |
| 酷隷の女戦士 第七章 サタンの檻 河西あみ                                                                        | 2月19日  | シネマジック              |                                                                                    |                   |
| ピストンディルドおなら2                                                                                        | 6月20日  | レイディックス            | 高沢沙耶、倉科もえ、田辺恵美、島田ゆきの、桜井舞                                   |                   |
| 聖美少女戦士セーラースクランブル 河西あみ                                                                      | 6月25日  | cyber drive               |                                                                                    |                   |
| 家庭教師に媚薬を飲ませたら効きすぎて…弟イタズラVer. お姉ちゃんの巨乳先生に白目を剥きながら犯されまくって困った | 8月21日  | ナチュラルハイ            |                                                                                    |                   |
| 素人参加企画 50代スケベおやじが人気AV女優とムフフ体験!                                                         | 8月22日  | レイディックス            | 友田彩也香、黒木歩、小池恵美子、萌雨らめ、杉崎麗、橋野愛琉                         |                   |
| アイドルの中で出せっ!-河西あみ                                                                                 | 8月24日  | HEYZO                     |                                                                                    | ネット配信        |
| 淫語とお尻と女子校生                                                                                           | 9月19日  | 部活動                    | 芹野莉奈、星まりあ、美山ゆず、三井ほのか、結衣のぞみ                               |                   |
| 密縄 河西あみ                                                                                                  | 10月1日  | 中嶋興業                  |                                                                                    |                   |
| 露出趣味。美女耽溺。 河西あみ                                                                                  | 10月25日 | フィールドワークス/妄想族 |                                                                                    |                   |
| 新・セーラー戦士 セーラーレインボー                                                                            | 11月21日 | TMA                       |                                                                                    |                   |
| しゃがんだ女子校生と可愛い隠語                                                                                 | 11月21日 | 部活動                    | 星まりあ、美山ゆず、三井ほのか、芹野莉奈、結衣のぞみ                               |                   |
| ラブアイブ! | 12月26日 | TMA                       | 篠宮ゆり、小西まりえ、南梨央奈、愛須心亜、川村まや、乙葉ななせ、椎名みゆ、夏海いく | Blu-ray版同時発売 |

| 2015年 | 2015年   | 2015年                   | 2015年                                                                               | 2015年                            |
| タイトル | 発売日   | メーカー                 | 他出演                                                                               | 備考                              |
| --- | -------- | ------------------------ | ------------------------------------------------------------------------------------ | --------------------------------- |
| 女子高生スクール中出し乱交～放課後の教室で乱交した思い出～ | 2月23日  | TMA                      | 愛須心亜、南梨央菜、篠宮ゆり、小西まりえ、夏海いく、椎名みゆ、乙葉ななせ             |                                   |
| 快感少女/河西あみ | 2月23日  | INTEC Inc                |                                                                                      | イメージビデオ、Blu-ray版同時発売 |
| AV女優の女子会 近づく男を手当たり次第に誘い込み4人掛かりで絞り尽くす | 3月5日   | グローリークエスト       | 京野明日香、朝井涼香、乙女                                                           |                                   |
| 偽美容エステの罠 性感アンチエイジングで失神する奥様7人 | 3月25日  | STAR PARADISE            | 青山レイ、大隈恵令奈、翼裕香、佐伯れい                                               |                                   |
| 女子高生【オナニートレーナー】オナトレ ちゃーんと発射まで教えてあげるから一緒にお・い・で編 | 4月27日  | メディア総販ソレイル     | 桃原茜、若月まりあ                                                                   |                                   |
| 河西あみと夏目優希が痴漢願望を持つ素人男性に理想の痴漢プレイを楽しんでもらっている最中に‘世直し逆レイプ’…のはずが一転!! 山本わかめ体当たり企画!「素人異常性欲男性のやばすぎるHなお悩み、わたしが解決いたします!」 | 5月21日  | アマチュアインディーズ   | 夏目優希、愛原れの                                                                   |                                   |
| 女子高生黒タイツドラマ クロドラSP これまでのクロドラ編 | 6月19日  | 部活動                   | 川越ゆい、武藤つぐみ、芹野莉奈、葉山さやか、あずみ恋、飯田せいこ、美山ゆず、篠田彩音 |                                   |
| としあきVSレイヤー Vol.1@河西あみ または私は如何にして巨乳ヲタレイヤー河西あみとのコスプレハメ撮りを撮影するに事になったか                                                                                        | 6月19日  | としあき                 |                                                                                      |                                   |
| ヌキ無しオイルエステ嬢 通いつめて店内でハメてやった動画 声を押し殺している様子もソソります!2 河西あみ | 6月20日  | STAR PARADISE            |                                                                                      |                                   |
| パイパン角オナニー3 | 7月13日  | アロマ企画               | 辻井ゆう、有本紗世、若月まりあ、木内亜美菜、小川めるる、白川まお                     |                                   |
| 貴方を見つめるロリ顔女子校生の挑発パンチラとフェラチオ | 7月13日  | アロマ企画               | ましろあい、浅倉あすか、春山彩香、彩城ゆりな                                         |                                   |
| やもめ爺の盗撮習慣 高齢者専用風俗嬢呼んでみた! | 7月20日  | STAR PARADISE            | 霜月るな                                                                             |                                   |
| 男性専用下着訪問販売員のおばさん | 7月20日  | STAR PARADISE            | 高瀬杏、佐々木恋海（向井恋）、山田富美、藤木静子                                     |                                   |
| 裏風俗潜入リポート 若妻本番アパートヘルス 7 | 7月20日  | STAR PARADISE            | 霜月るな、高瀬杏、西野エリカ                                                         |                                   |
| 女子高生 つるりんパイパンまん土手図鑑 第一号 | 7月25日  | アロマ企画               | 彩城ゆりな、ましろあい、有本紗世、速水優香                                           |                                   |
| 電マ女子校生 僕の彼女は電マに逆らえないらしい編 | 7月27日  | メディア総販ソレイル     | 川越ゆい、川原里奈、桃原茜、三浦春佳、若月まりあ                                     |                                   |
| トイレ掃除のおばさんかと思いきやエロい身体の極上お姉さん!? | 8月20日  | STAR PARADISE            | 水川ゆうり、天野小雪                                                                 |                                   |
| アニクラ美少女レイヤー即ハメナンパ | 8月21日  | TMA                      | 小西まりえ、さとうみつ、大森玲菜、武藤つぐみ                                         |                                   |
| 女子校生のディルドーフェラ 舌と唇の動きと制服エロスでたっぷりシコらせてあげるね編 | 8月24日  | メディア総販ソレイユ     | 三浦春佳、川原里奈                                                                   |                                   |
| ガチでアニコス好きな女優と素人カメコのコスプレ撮影旅行2@河西あみ | 9月18日  | としあき                 |                                                                                      |                                   |
| ハァハァ～ジョギング中すみません!お姉さんの蒸れたオマ○コ見せて下さい!! | 9月20日  | STAR PARADISE            | 高瀬杏、佐々木恋海（向井恋）、真名瀬りか                                             |                                   |
| 旅館若女将のエロ過ぎるサービス 河西あみ | 9月20日  | STAR PARADISE            |                                                                                      |                                   |
| アナル解禁 河西あみ | 10月23日 | ケイ・エム・プロデュース |                                                                                      |                                   |
| WニューハーフのデカマラをW痴女が焦らし寸止めで虐め抜く | 11月5日  | グローリークエスト       | ゆきのあかり、天宮恋、SHIN                                                           |                                   |
| SM獄門Vol.19 河西あみ | 11月13日 | アートビデオSM/妄想族    |                                                                                      |                                   |
| 私のバター犬 河西あみ | 11月20日 | レイディックス           |                                                                                      |                                   |
| 無言痴姦 イイオンナ 見つけた… | 11月20日 | STAR PARADISE            | 真名瀬りか、橘花音、原美織                                                           |                                   |
| おしっこシャンプー | 12月20日 | レイディックス           | 篠宮ゆり、小西まりえ、玉城マイ、綾瀬ことり、森乃ちはる                               |                                   |

| 2016年 | 2016年       | 2016年                       | 2016年                                                                               | 2016年                         |
| タイトル | 発売日       | メーカー                     | 他出演                                                                               | 備考                           |
| --- | ------------ | ---------------------------- | ------------------------------------------------------------------------------------ | ------------------------------ |
| 倒錯求道者の夜7 河西あみ | 2月13日      | アートビデオSM/妄想族        |                                                                                      |                                |
| ダレコレ!?あの腐女子アニオタAV女優「河西あみ」今業界で一番愛されている彼女に1日密着ドキュメンタリー | 2月19日      | プレステージ                 |                                                                                      |                                |
| このエステってヌき有り?無し?よくわからんから、誘ってみたら… | 2月20日      | STAR PARADISE                | 南ほのか                                                                             |                                |
| TMAコスプレが大好きな女優さん大集結!第一回コスプレオフ会大乱交!! | 2月26日      | TMA                          | 逢沢るる、阿部乃みく、篠宮ゆり、新條希、さとうみつ、みおり舞、桜庭うれあ、大見はるか | Blu-ray版同時発売              |
| 銅粉2 | 2月26日      | フェティッシュワールド       |                                                                                      | Blu-ray版同時発売              |
| 性処理用地下アナル奴隷 | 3月17日      | グローリークエスト           | みづなれい                                                                           |                                |
| 人間探求ドキュメンタリー!!世●谷区在住顔出し巨乳若妻限定!!ての巨チンにニンマリしながら粗チンの夫と比べてオ●ンコを濡らす欲求不満のウブな既婚者達は二人きりの空間になったら我慢できずに生中出しSEXまでしてしまうのか!?SCOOP!!!! | 3月25日      | ケイ・エム・プロデュース     |                                                                                      |                                |
| オーダーSEX ～貴女の性欲、解放します～ 大島丈 みずなれい ムータン 芦川芽依 のりたろう 河西あみ | 4月1日       | GIRL'S CH                    | みづなれい、芦川芽依、大島丈、ムータン（ムーミン）、のりたろう                       | 動画配信のみ                   |
| ノーパンパンストローション素股コキ | 4月22日      | ケイ・エム・コーポレーション | 浜崎真緒、あかね杏珠、藤本紫媛、秋山夏凜、松本メイ、木南日菜、青柳ひなた             |                                |
| 食い込み割れ目 AMI×神凪 | 5月20日      | バミューダ                   |                                                                                      |                                |
| メス犬お散歩放尿 飼い主の言う事は絶対だぞ!6匹のいいなりペット | 6月20日      | レイディックス               | 川菜美鈴、原美織、遥花あいね、後藤結愛、立花リク                                     | かさいあみ名義                 |
| アナルひくひくオマ●コくぱぁ2 | 7月8日       | ケイ・エム・プロデュース     | 涼川絢音、青柳ひんあた、宮崎あや                                                     |                                |
| おしっこ潜入捜査官 かさいあみ | 8月20日      | レイディックス               |                                                                                      | これより以下『かさいあみ』名義 |
| コスプレックス かさいあみ | 8月25日      | PSYCHEDELIC PUPPET           |                                                                                      |                                |
| ズコバコ犯してるのに無反応の義姉。ゴム取って生ハメした途端、狂ったみように感じだしたので中出し! | 9月25日      | かぐや姫（メロウムーン）     | 小西みか、美咲かんな                                                                 |                                |
| かさいあみのアニコスっ! | 9月25日      | PSYCHEDELIC PUPPET           |                                                                                      |                                |
| 媚薬近親相姦 02 姉さんと母さんを極秘ルートでバイアグラを飲ませて身動き出来なくしてからそのまま生挿入して犯してしまった… | 10月14日     | ケイ・エム・プロデュース     | 森沢かな（飯岡かなこ）、波多野結衣、臼井さと美                                       |                                |
| おしっこ地獄２ 窒息寸前!美女6人の聖水責め | 10月25日     | レイディックス               | 涼川絢音、さとう愛理、通野未帆、佐川はるみ、木下寧々                                 |                                |
| 息子の巨乳家庭教師に媚薬を使ったら効き過ぎてしまい、何度も絶頂を繰り返した | 10月25日     | かぐや姫（メロウムーン）     | 小西みか、美咲かんな                                                                 |                                |
| ジョギング中のお姉さんナンパ | 11月20日予定 | STAR PARADISE                | 高瀬杏、佐々木恋海（向井恋）、真名瀬りか、水河愛莉                                   | 河西あみ名義                   |

#### 2017年
- 痴漢されて逆痴漢に目覚めた妻 かさいあみ（3月24日、人妻花園劇場）
- AV女優に聞く！必ず吹ける男の潮吹き講座 かさいあみ 潮吹き4大超絶技巧（5月20日、MILK）
- 現代緊縛入門 超初級編 龍の巻 かさいあみ（12月20日、ヴァンアソシエイツ）

#### 2018年
- 大好きが止まらない 超絶イチャラブSEX かさいあみ（5月3日、MILK）
- おなら集会 かさいあみ 臭い匂いが最高のご馳走。美女のおならに集うマニアの集い（5月20日、レイディックス）

#### 2019年
- 奇跡のAV再デビュー 18歳だったあの頃に戻りたい かさいあみ（1月3日、MILK）

#### 2020年
- 非日常的 着衣浴尿の世界（12月10日、レイディックス）

#### 2021年
- 母乳痴女 かさいあみ（1月8日、レイディックス）
- ガニ股バイブ失禁オナニー2（1月8日、レイディックス）
- かさいあみ完全燃焼 私、AV女優を引退します。（2月25日、本中）

## 書籍

### 写真集
- ぐるっとまわせる! 原寸大おっぱい図鑑3D（2019年2月4日、一迅社　撮影：須崎祐次、監修：安田理央）‐Gカップモデル[68]ISBN 978-4-7580-1631-5

### 雑誌
- TOKYO★1週間
- 週刊実話
- 週刊大衆
- 週刊現代
- アサヒ芸能・月刊ENTAME
- 週刊プロレス
- 週刊プレイボーイ
- 東京スポーツ
- ニューヨークタイムス
- TOP DVD
- マガジン WOoooo（ウォー）
- RIDE